# Вестовер (Пенсилванија)
Вестовер (енгл. Westover) град је у америчкој савезној држави Пенсилванија.

## Демографија
По попису из 2010. године број становника је 390, што је 68 (-14,8%) становника мање него 2000. године.
| Група             | 2000.       | 2010.       |
| Белци             | 447 (97,6%) | 389 (99,7%) |
| Афроамериканци    | 0 (0,0%)    | 0 (0,0%)    |
| Азијати           | 2 (0,4%)    | 1 (0,3%)    |
| Хиспаноамериканци | 6 (1,3%)    | 0 (0,0%)    |
| Укупно            | 458         | 390         |